# 1983-as Roland Garros
Az 1983-as Roland Garros az év első Grand Slam-tornája, a Roland Garros 82. kiadása volt, amelyet május 23–június 5. között rendeztek Párizsban. Férfiaknál a francia Yannick Noah, nőknél az amerikai Chris Evert-Lloyd nyert.

## Döntők

### Férfi egyes
Yannick Noah -  Mats Wilander 6-2, 7-5, 7-6

### Női egyes
Chris Evert-Lloyd -  Mima Jaušovec 6-1, 6-2

### Férfi páros
Anders Järryd /  Hans Simonsson -  Mark Edmondson /  Sherwood Stewart 7-6(4), 6-4, 6-2

### Női páros
Rosalyn Fairbank /  Candy Reynolds -  Kathy Jordan /  Anne Smith 5-7, 7-5, 6-2

### Vegyes páros
Barbara Jordan /  Eliot Teltscher -  Leslie Allen /  Charles Strode, 6-2, 6-3